# Grèce ottomane

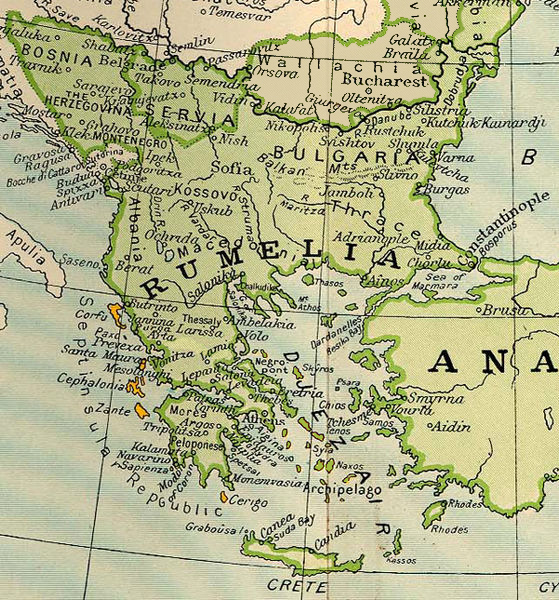
Carte de la Roumélie en 1801 (en fait, la « Turquie d'Europe », par différence de l’Anatolie ou « Turquie d'Asie »).

La Grèce ottomane est le terme utilisé pour désigner la période de domination ottomane de l'histoire de la Grèce. La majeure partie de la Grèce faisait alors partie de l’Empire ottoman, dès le XIVe siècle, avant même la chute de Constantinople, et jusqu’à la fin de la guerre d'indépendance grecque au début des années 1830. La Grèce proclame son indépendance le 22 février 1821, après 400 ans d’occupation ottomane. 
D'autres territoires sous contrôle ottoman peuplés d'une majorité de Grecs devinrent grecs en 1913 à la suite de la première guerre balkanique. Après la Première guerre balkanique, les Grecs récupèrent la majeure partie des îles de la Mer Égée qui était sous occupation turque. Enfin, à la fin de la Première Guerre mondiale, la Grèce reçoit une partie des possessions grecques d'Asie mineure, au traité de Sèvres. Ces nouvelles conquêtes acquises après la victoire pendant la Première Guerre mondiale sont perdues plus tard au profit de la Turquie kémaliste nouvellement constituée pendant la guerre gréco-turque. Ce conflit est une catastrophe pour les nationalistes grecs qui doivent renoncer aux territoires d’Anatolie occidentale qu’ils avaient longtemps contrôlés auparavant, notamment sous l’Empire byzantin.

## Les conquêtes ottomanes

### Les étapes de la conquête

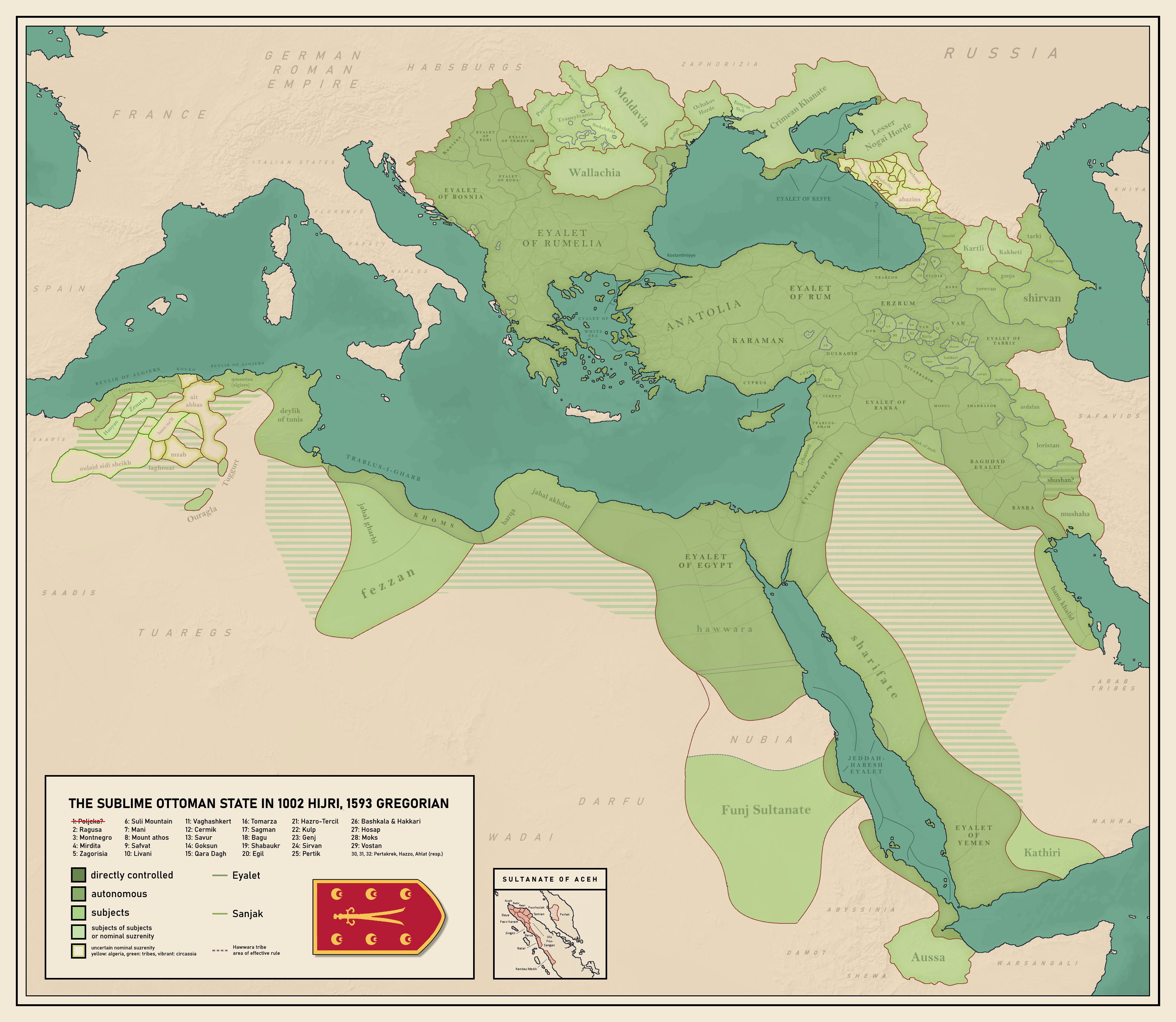
Carte de l'Empire ottoman en 1593.

L’Empire byzantin, Empire romain de langue grecque pendant 1 000 ans, avait été affaibli après la bataille de Manzikert en 1071 : les Turcs seldjoukides s'installèrent au centre de l'Asie mineure et la guerre civile qui suivit la défaite acheva d'affaiblir l'Empire avant que la quatrième croisade n'aboutisse au sac de Constantinople en 1204. L'Empire byzantin, fractionné en plusieurs « États grecs », n'était plus en mesure d'empêcher le pillage et le partage de la Grèce par les « États latins » et les thalassocraties italiennes de Venise et de Gênes avant que les Paléologue, dynastie de Nicée, ne le restaurent pour quelques décennies.
Les Ottomans débarquèrent en Europe pour la première fois en 1354, avec la prise, à la suite d'un tremblement de terre qui fit tomber les murailles, de Gallipoli par Orhan (fils d'Osman Ier qui donna son nom à l'Empire ottoman).
Ils conquièrent progressivement les Balkans : Thrace, Macédoine, Thessalie et Épire tombèrent l'une après l'autre. En 1362, les Ottomans conduits par Mourad Ier prirent Andrinople qui devint alors la capitale de leur Empire (après Brousse). Ce serait Mourad qui aurait alors mis en place le paidomazoma, enlèvement des enfants non musulmans pour les élever à la turque, (voir ci-dessous) ; ces enlèvements d’enfants ajoutés au haraç (double-capitation sur les non-musulmans, conforme à la charia), constituèrent une puissante incitation à se convertir à l'islam pour les populations chrétiennes (ma'mīnīm) ou juives (avdétis) de l'Empire.
Après avoir vaincu les Bulgares en 1371 et les Serbes en 1389, les Ottomans se heurtèrent à Manuel, fils de Jean V Paléologue. Manuel, alors gouverneur de Thessalonique, agit indépendamment de Constantinople et organisa la défense autour de Thessalonique, Serrès et Veroia. Cependant, cette résistance fut éphémère : en 1391, Bayezid Ier s'empara de Thessalonique (et de Manuel). Il soumit ensuite la Thessalie et poussa des incursions jusqu'au Péloponnèse. En envahissant l'Anatolie, les Mongols de Tamerlan soulagèrent un temps la Grèce. La guerre civile qui opposa les fils de Bayezid profita aussi à Manuel, devenu empereur byzantin. Celui-ci négocia le retour de Thessalonique dans le giron grec, en échange de son aide à Mehmed Ier. L'ordre rétabli, Mourad II repartit à la conquête de la Grèce.
En 1430, il s'empara de Ioannina puis de Thessalonique. Constantinople tomba en 1453 et Athènes en 1458. En août 1458 Mehmed II visite Athènes et est très impressionné par la beauté de l’Acropole. Il ordonne à ses soldats de ne pas abîmer le monument sous peine de mort. Les Grecs du despotat de Mistra résistèrent dans le Péloponnèse jusqu’en 1460, tandis que les Vénitiens et les Génois conservèrent encore quelques îles. Lesbos fut toutefois conquise en septembre 1462. En 1500, la majeure partie des plaines et des îles grecques étaient sous domination ottomane.
Chypre tomba en 1571 et les Vénitiens conservèrent la Crète jusqu’en 1670. Seules les îles Ioniennes, sous contrôle vénitien, ne furent jamais rattachées à l'Empire ottoman, si l'on excepte la brève période d'occupation de 1479.

### Conséquences immédiates de la conquête
L'arrivée des Ottomans en Grèce entraîna d'importants mouvements migratoires, dans les limites de l'actuel territoire grec et dans les autres territoires alors peuplés de Grecs (Asie mineure, rives de la mer Noire, Égypte…).

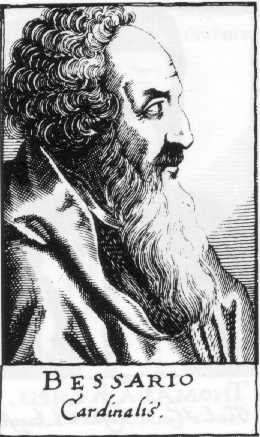
Portrait de Jean Bessarion.

Devant les envahisseurs, les populations grecques (hellénophones ou, à tout le moins, chrétiennes orthodoxes) quittent les lieux les plus exposés : les plaines principalement mais aussi les localités situées le long des voies de communication. Elles s'installent dans des endroits retirés loin des Ottomans (et surtout de leurs collecteurs d'impôts et de leurs timariotes) ou sur les côtes les plus découpées d'où il est facile de fuir en bateau et qui offrent des abris contre les invasions venues par mer. Côtes et montagnes, qui d'ordinaire déversaient leur population en surplus vers les plaines, durent accueillir, mais aussi nourrir, de plus en plus de réfugiés. Il en fut de même pour l'intérieur des îles. De nouveaux villages furent construits, souvent en hauteurs et dans des lieux qui n'avaient jamais connu d'occupation humaine auparavant. Les conditions de vie y furent difficiles et expliquent en partie le faible développement économique de la Grèce ottomane. Les klephtes se multiplièrent. De nombreux Grecs firent cependant ce choix de la précarité pour conserver leur liberté, leurs traditions et leurs modes de vie.
Une chanson traditionnelle rappelle ce choix :

« Dans les villes et les plaines habitent les esclaves qui vivent avec les Turcs.

Les hommes courageux préfèrent être logés dans les gorges et les déserts.

Vivre plutôt près des fauves que près des Turcs. »

L'autre mouvement fut celui qu'on pourrait qualifier de fuite des cerveaux. Elle se fit en deux vagues, avant et après le répit causé par la défaite de Bajazet face à Tamerlan. Une grande partie de la bourgeoisie, des lettrés et de l'aristocratie byzantine émigra vers les principautés danubiennes, la Russie et l'Occident ; ceux qui restèrent se regroupèrent dans le quartier constantinopolitain du Phanar, d'où leur nom de phanariotes. Parmi les lettrés émigrés vers l'Occident, Manuel Chrysoloras fut un des premiers à quitter la Grèce suivi peu après par Jean Bessarion. Après 1453, partirent Jean Argyropoulos ou Constantin Lascaris. Hormis leur rôle dans la Renaissance, ils donnèrent aussi le premier élan aux sentiments philhellènes. En revanche, leurs connaissances et leur savoir-faire furent perdues pour la Grèce qui entra dans une période où l'activité intellectuelle fut réduite.

### La résistance
La résistance face aux Ottomans fut organisée par l'Église (en partie), les intellectuels et les derniers archontes byzantins. L'idée d'une alliance chrétienne afin de résister à l'envahisseur ottoman naquit. Les intellectuels grecs établis en Occident, dont le cardinal Jean Bessarion, militaient en faveur d'une croisade contre les Turcs. Pendant longtemps, les espoirs grecs ont été tournés vers les grandes puissances catholiques de l'Occident. La république de Venise était d'ailleurs en lutte contre les Ottomans, tentant de préserver ses territoires en Grèce. Des croisades furent également organisées par la Papauté, l'Espagne et Naples.
Au cours des premiers siècles d'occupation, les Grecs se soulevèrent plusieurs fois, mais sans résultat ; des insurrections furent aussi provoquées par des puissances étrangères.
En 1571, une coalition entre les Vénitiens, la Papauté et l'Espagne remporta la bataille de Lépante contre les Turcs, ce qui semble avoir provoqué un nouveau soulèvement en Grèce. Mais cette bataille à laquelle 5 000 Grecs prirent part n'eut aucune incidence sur l'occupation ottomane en Grèce.

## L'occupation ottomane

### Administration et féodalité

#### Les divisions administratives

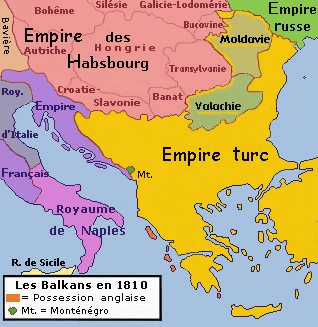
La Grèce ottomane au sein de l'empire, (1810).

La Grèce et les autres pays balkaniques formaient une unité administrative, l’Eyalet de Roumélie (la Roumélie était aussi appelée la « Turquie d’Europe ») avec à sa tête le beylerbey de Roumélie dont le siège était à Sofia. Le berleybey d’Anatolie dirigeait quant à lui la partie asiatique de l’Empire. Les Ottomans divisèrent la Grèce en six sandjaks, chacun dirigé par un sandjakbey, obéissant au Sultan dont la capitale était Constantinople depuis 1453. En 1533, la Grèce péninsulaire et les îles furent rattachés au pachalik de l'Archipel placé sous l'autorité du capitan pacha, chef de la marine ottomane. Cinq autres sandjaks (dont trois en Crète) furent ajoutés au fur et à mesure que les îles grecques furent conquises. Les sandjaks dépendaient des pachaliks gouvernés par des pachas qui les déléguaient leur pouvoir aux sandjakbeys.
Les beylerbeys, les sandjakbeys et les pachas achetaient, souvent très cher, leur « office » auprès de la Porte à Constantinople. Une fois dans leur province, ils cherchaient à se rembourser de leur investissement, par des prélèvements directs sur les taxes et les impôts. Une plainte des populations locales pouvait aboutir. Elle donnait au Divan un prétexte pour remettre l'office en vente.
La justice était rendue par des cadis qui ne touchaient aucun salaire. Ils ne dépendaient que des amendes qu'ils infligeaient, d'où les nombreuses critiques à leur égard.
L'autorité pouvait localement être déléguée à des chefs chrétiens appelés archontes ou joupans, tandis que les principautés chrétiennes tributaires (παραδουνάβιες χώρες) s'auto-gouvernaient sous les règnes de leurs propres voïvodes ou hospodars. Les Ottomans implantèrent un système dit du millet, terme qui en turc signifie « nation », mais par lequel ils reconnaissaient en fait les communautés religieuses musulmanes sunnites, chrétiennes de différentes obédiences, ou juives. Tous les chrétiens orthodoxes formaient une même « nation » (millet), placée sous l'autorité (et la responsabilité, en cas de révolte) du patriarche orthodoxe de Constantinople.

#### Système féodal
Les terres conquises étaient distribuées aux guerriers ottomans (ghazis qui prenaient alors le nom de spahis) et aux serviteurs de l’État qui les détenaient comme fiefs féodaux (timar ou ziamet suivant que le fief était plus ou moins grand), directement sous l’autorité du Sultan. En effet, selon la doctrine musulmane, les terres appartenaient à Dieu et donc à son représentant sur terre : le sultan. Les terres du Sultan servaient de récompenses pour les services rendus et comme rémunération aux participations dans les campagnes militaires. En revanche, elles n'étaient que des concessions avec lesquelles les bénéficiaires devaient assurer le financement de leur équipement pour la guerre (chevaux, armes…). La terre ne pouvait être vendue ou léguée, mais repassait sous contrôle du Sultan à la mort du propriétaire.
À partir du XVIe siècle, les seigneurs féodaux d'origine militaire furent supplantés par les hauts fonctionnaires musulmans et les financiers capables d'affermer les impôts.
Les détenteurs de fiefs vivaient des revenus (taxes et impôts) qu'ils tiraient de leurs biens. Les surplus (en moyenne 60 %) allaient à l’État.
Dans certaines régions isolées, des montagnards grecs libres, les Armatoles, étaient exempts d'impôts et de réquisitions à charge de réprimer le brigandage. En fait, la limite entre Armatoles et Klephtes (brigands) était parfois poreuse.

#### Taxes et conscription
Bien que la population fût soumise à l’impôt, il semble que les impositions furent moins lourdes qu’aux époques franques et byzantines, du moins au début de l’occupation turque.
L’impôt principal était la capitation (haraç), qui était exigée des non-musulmans et proportionnelle aux capacités de paiement de chaque contribuable. Cette taxe permet de soutenir l’hypothèse selon laquelle les Ottomans ne cherchèrent pas à convertir de force les Grecs : en effet, la conversion aurait privé les Ottomans de cette source de revenus importante.
Un second impôt était la dîme, basée sur la production de chaque propriété. Les cultivateurs versaient aussi des redevances à leurs seigneurs et étaient soumis à divers impôts indirects.
Les citadins aussi étaient soumis aux taxes. La majorité des activités économiques donnaient lieu à des prélèvements, en argent ou en nature. Les marchands furent taxés sur les importations et les exportations, et ce, doublement pour les non-musulmans, étant donné que le commerce était considéré comme une occupation moins digne que la profession des armes. Ce qui explique le développement du commerce chez les Grecs, Juifs et Arméniens malgré les taxes, et l'importance qu'eut ce commerce à la fin de l’Empire ottoman. Le çiftbozam ou « taxe de déguerpissement », était payable par les individus ayant quitté le travail agricole pour s'installer à la ville.

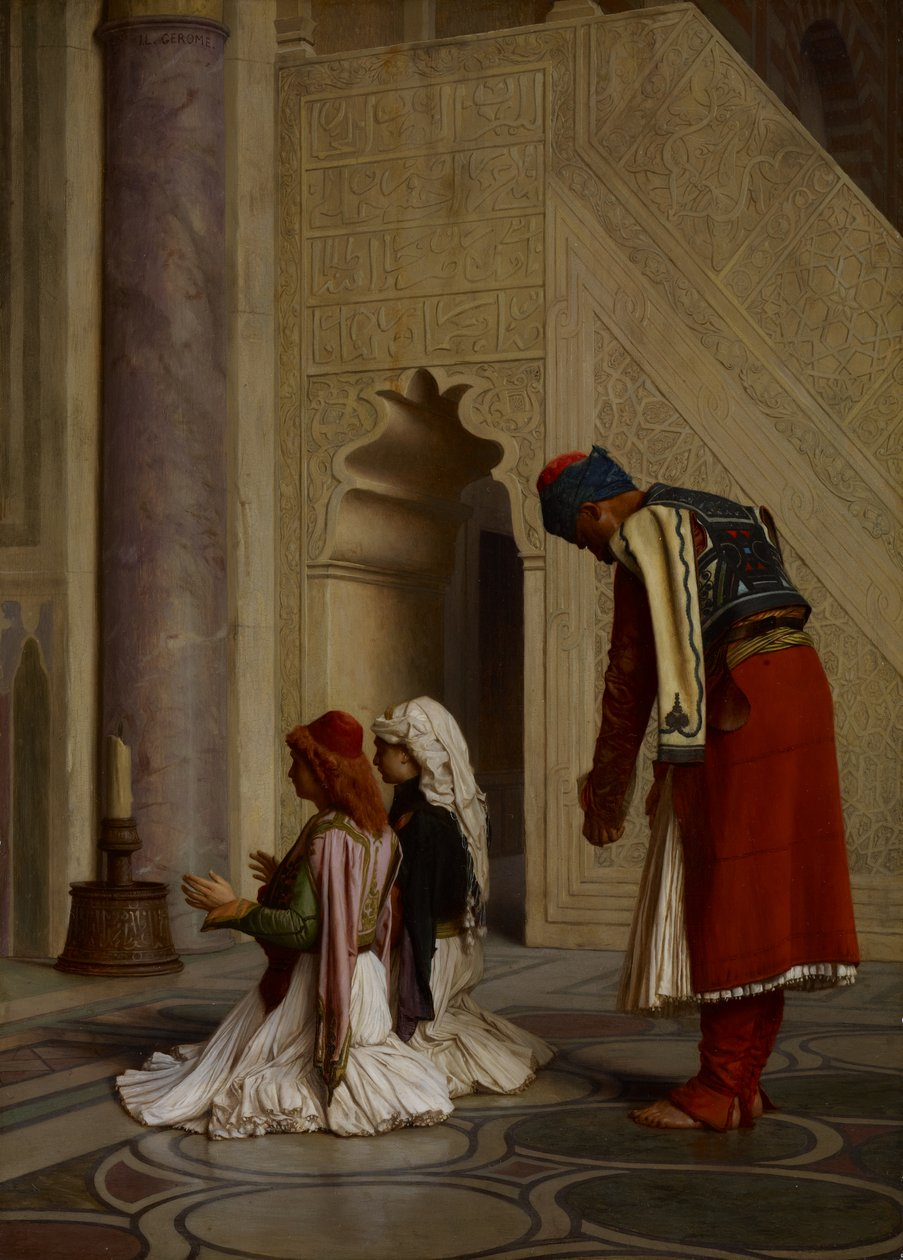
Jeunes Grecs enlevés à leurs parents et convertis à l'islam (en grec, paidomazoma, en turc devchirmé) à la mosquée. Peinture de Jean-Léon Gérôme.

En plus de ces taxes, les non-musulmans devaient respecter certaines règles : ne pas monter à cheval, ne pas porter d'armes, ne pas construire de nouvelles églises, ne pas élever des clochers plus hauts que le toit des mosquées du lieu. De plus, les témoignages des non-musulmans n’étaient pas valables en justice et ils devaient également s’habiller d’une manière distincte de celle des musulmans.
Tant que les Grecs, regroupés avec les autres chrétiens orthodoxes au sein du millet des Rûm (« nation des Romains » d'Orient, représentée devant le sultan par le patriarche de Constantinople), s'acquittaient de leurs taxes et ne créaient aucun trouble, ils étaient laissés en paix. Les non-musulmans ne servaient pas dans l'armée du sultan, donc le fardeau de la conscription ne pesait pas sur les paysans, à l'exception de la « razzia des enfants » (παιδομάζωμα, paidomazoma en grec, devşirme en turc) qui apparaît au milieu du XIVe siècle.
Chaque famille chrétienne devait offrir un fils sur cinq : l'officier turc choisissait les adolescents les mieux constitués, les plus robustes et les plus beaux, pour les enrôler dans le corps des Janissaires, unité d'élite de l’armée ottomane. Tous les quatre ans environ, ces enfants entre 8 et 20 ans étaient ramassés dans les villages et, après une conversion à l'islam destinée à les fidéliser et une discipline de fer destinée à les aguerrir, ils devenaient Janissaires, jouissant de privilèges et d'un tel prestige, que les enfants turcs cherchaient à se substituer aux enfants chrétiens.
La résistance de la population chrétienne face aux taxes et au tribut des enfants (paidomazoma) était brutalement réprimée. Si les parents des enfants enlevés s'opposaient à ce ramassage, ils étaient pendus sur-le-champ devant leur maison. En 1705, un officier ottoman chargé en Macédoine de mettre en œuvre le paidomazoma fut tué par les chrétiens locaux qui furent décapités et leurs têtes placées sur les murs de Thessalonique. Le paidomazoma était redouté des familles chrétiennes qui, malgré elles, laissaient partir leurs fils, lesquels plus tard, pouvaient devenir leurs oppresseurs.
Les prélèvements de l'organisation de l'administration couplés à ceux du système féodal eurent pour conséquence une fuite devant l'impôt. Les Grecs préféraient quitter leur village ou leur région pour se réfugier dans les montagnes, devenir klephtes ou s'exiler à l'étranger.

### Économie

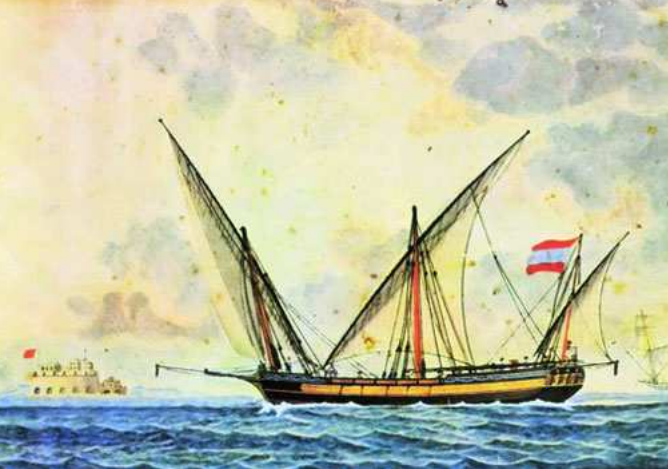
Navire marchand portant le drapeau des Grecs sous domination ottomane, vers 1700.

### Religion
Le Saint-Synode, composé de Métropolites et de la haute hiérarchie du patriarcat, procédait à l'élection, pour la forme, du patriarche de Constantinople, chef religieux du millet des Rûm (« nation des Romains »), mais en réalité, c'était le Divan ottoman qui imposait son choix, et qui, par des moyens détournés, pouvait aussi le déposer. Le sultan considérait le patriarche œcuménique comme responsable du bon comportement des Grecs, et en échange il lui laissé de larges pouvoirs sur la communauté grecque ainsi que les privilèges qu'il avait déjà sous l'Empire byzantin. Le patriarche possédait de nombreux bien immobiliers dans la capitale et contrôlait aussi bien les tribunaux chrétiens, les écoles grecques et, bien sûr, les paroisses. Les popes devinrent ainsi non seulement les instituteurs (δάσκαλοι - daskaloi) mais les véritables chefs des villages grecs. Certaines villes grecques, dont Athènes et Rhodes, gardèrent un système de gouvernement municipal, alors que les autres passèrent sous l'autorité de gouverneurs turcs. Certaines régions, telles que le Magne, l'Épire et certaines parties de Crète restèrent plus ou moins autonomes sous la gouvernance locale de leurs archontes. Les patriarches et les popes préféraient à cette époque l'autorité tolérante des Ottomans à celle des Vénitiens, catholiques romains plus menaçants envers la foi orthodoxe des Grecs. Ainsi, l'Église orthodoxe aida à la préservation de l’héritage grec.
Le but des Ottomans, en évitant à cette époque de persécuter la religion orthodoxe, a pu être politique : en effet, les Turcs ont ainsi entretenu le fossé entre les Églises, datant du schisme de 1054 mais surtout de la quatrième croisade et de ses suites, fossé qui empêchait la constitution d'un front commun de toute la chrétienté. Par exemple, lorsque les Ottomans combattirent les Vénitiens, les Grecs se rangèrent majoritairement de leur côté.
Les Ottomans n’imposèrent pas aux Grecs de devenir musulmans mais beaucoup se convertirent, pour échapper à la pression économique imposée par les Turcs (conformément à la loi islamique, un impôt spécifique, le haraç, était levé sur les non-musulmans) ainsi qu’à la paidomazoma : l’obligation d’offrir le premier né garçon au Sultan pour le corps des janissaires. Beaucoup de Grecs devinrent crypto-chrétiens, c’est-à-dire des musulmans formels (müminler) qui continuaient à pratiquer leur foi orthodoxe en secret : ils furent surnommés linobambakis et couraient le risque d’être tués s’ils étaient surpris à pratiquer une autre religion une fois convertis à l’islam (l’apostasie étant un crime capital dans l’islam). Les Grecs convertis à l’islam et qui n’étaient pas crypto-chrétiens devenaient Turcs aux yeux des Grecs orthodoxes. Le grand vizir ottoman Hüseyin Hilmi Pacha était issu d'une famille grecque de Lesbos convertie à l'islam.

### Démographie
L'incorporation de la Grèce dans l'Empire ottoman eut d'autres conséquences à plus long terme. L'activité économique s'effondra, principalement à cause de centres commerciaux qui se déplacèrent vers Smyrne et Constantinople, et la population diminua.
La consolidation de la domination ottomane fut suivie de deux périodes d'émigration grecque bien distinctes. La première toucha les intellectuels grecs, tels que Jean Bessarion, George Gemistos Pléthon et Marcus Musurus, migrant vers l'Europe occidentale et participant à l'essor de la Renaissance.
La seconde vague toucha les Grecs désertant les vallées de la péninsule, et se réinstallant dans les montagnes, où le relief rendait l'installation des Ottomans plus difficile, qu'elle soit militaire ou administrative. D'ailleurs, les recensements ottomans n’incluaient pas un grand nombre des Grecs qui vivaient dans les zones montagneuses. Les guerres, l’émigration et les conversions à l'islam firent chuter la démographie des orthodoxes : la population grecque s'élevait à 1 500 000 habitants en 1700, pour tout l’Empire ottoman. La domination ottomane ne visait pas une homogénéisation des populations, ainsi en Morée les Turcs cohabitaient avec des Grecs orthodoxes, des catholiques, des tziganes. Cette cohabitation est encore plus diversifiée dans le nord du pays où résidaient des Bulgares, des Valaques, des Albanais, des Romaniotes… Après leur expulsion d’Espagne en 1492, de nombreux Juifs séfarades s’installèrent à Thessalonique.
Chaque région grecque se coupa de ses voisines, les communications étaient rendues difficiles par le fait que seuls les Turcs étaient autorisés à voyager à cheval. Les parlers grecs absorbèrent de nombreux mots turco-arabes. La cuisine, la musique grecque, l'architecture et d’autres éléments de la culture grecque furent à la fois « intégrés dans » et « influencés par » la culture ottomane.
Cependant, le système du millet (voir plus haut), et son organisation en communautés religieuses ont sans doute permis aux Grecs de conserver la langue grecque et la religion chrétienne orthodoxe, deux piliers de leur identité actuelle.

### Vie intellectuelle et artistique
La langue grecque de cette époque est divisée en deux courants. D’un côté, on trouve une langue imitée plus ou moins bien du grec ancien, la katharévousa ; et de l’autre, une langue populaire, enrichie d’éléments nouveaux, la dimotiki.
La vie intellectuelle grecque est marquée par cette opposition depuis l’époque d’Alexandre le Grand. La culture traditionnelle reposant sur l’imitation de l’antiquité classique s’oppose à la tradition populaire, et s’éloigne ainsi du peuple grec.

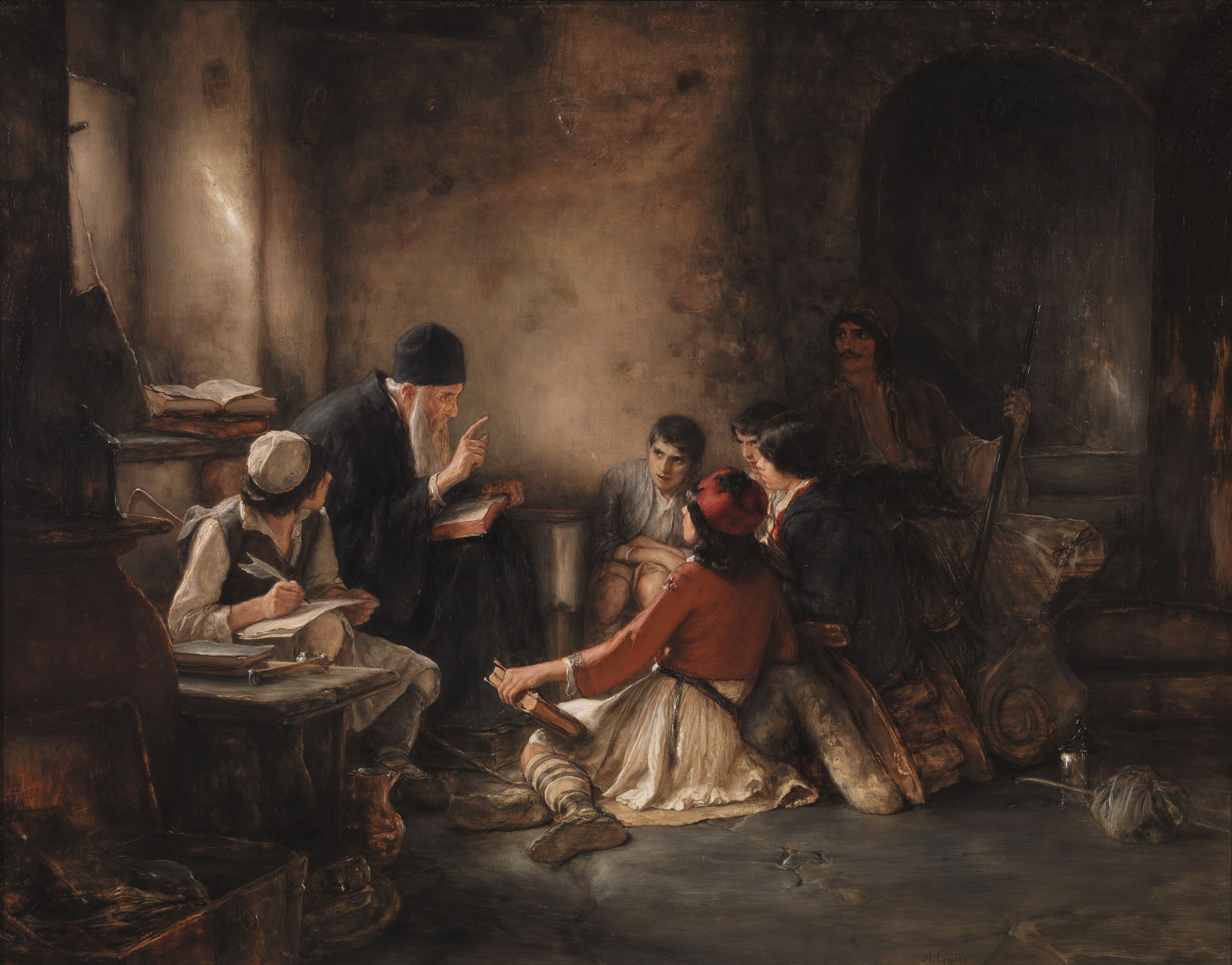
Nikolaos Gysis, L'école secrète.

Bien qu’il y ait eu des efforts de conciliation des deux courants afin de constituer une civilisation grecque, ceux-ci sont quelque peu suspendus après la chute de Constantinople. Ils reprirent sous l’impulsion de l’Église dont le but majeur est la défense de l’orthodoxie, alors confondue avec l’idée de nation. Le premier siècle de la domination turque est alors dominé par la publication d’ouvrages sur la défense de la foi chrétienne. L’Église juge dangereux le retour à une étude de l’antiquité classique ainsi que l’humanisme.
L’humanisme est pourtant cultivé par les savants grecs qui se réfugient en Occident, et participent à l’essor de la Renaissance.
À partir du milieu du XVIe siècle, commence une nouvelle période pour le développement de la culture, sous l’impulsion du patriarche Jérémie II qui encouragea la création d’écoles. De plus, des écoles grecques voient le jour en Italie (le Collège grec de Rome en 1517 par exemple), et les étudiants ainsi formés retournent ensuite en Grèce, introduisant des pans de la civilisation occidentale. De nombreux livres grecs sont également imprimés en Italie par les Grecs. Des centres de culture se multiplient alors en Grèce et des écoles supérieures et secondaires finissent par s’ouvrir un peu partout.
La création populaire trouve dans cette période de nouveaux thèmes d'inspiration comme le sort des Grecs à l’étranger, la servitude, la résistance…

## Déclin de l'Empire ottoman et renaissance culturelle grecque

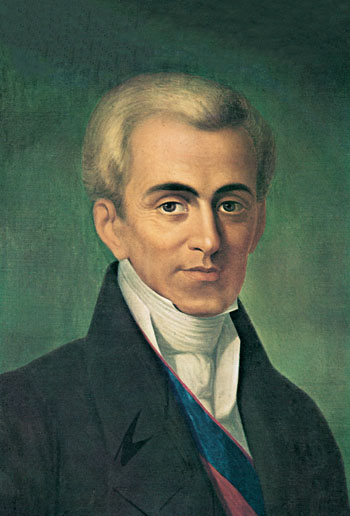
Ioánnis Kapodístrias

Après la défaite de la bataille de Vienne en 1683, l’Empire ottoman entra dans une longue période de déclin, à la fois militaire et interne, menant à une hausse de la corruption, et de la répression. Ceci provoqua davantage de mécontentements et de soulèvements.
Après la prise du Péloponnèse en 1715 par les Turcs, l'unité politique de la Grèce est achevée. Le XVIIIe siècle est alors un siècle plus stable que les précédents. En effet, les conflits turco-vénitiens et turco-russes sont de courte durée et offrent une paix relative en Grèce, ce qui favorise l'accroissement de la vie économique et du commerce, dont les Grecs ont un quasi-monopole. Seuls les Juifs à Salonique et les Arméniens en Anatolie leur faisaient concurrence. Smyrne et Salonique deviennent les capitales économiques de l'Empire, suivies par d'autres centres commerciaux tels que Ioannina, Héraklion, Patras.
D’un autre côté, la position de certains Grecs éduqués et privilégiés s’améliora, ce qui permet l'éclosion d'une renaissance culturelle grecque au sein des clercs et des classes privilégiées. Plus l’Empire s’agrandissait, plus le besoin d'un recours à des Grecs possédant des facultés techniques, administratives, financières se fit sentir. Des domaines dans lesquels les Ottomans possédaient des lacunes. Les Phanariotes, une classe de riches Grecs vivant dans le quartier du Phanar de Constantinople, commença alors à devenir puissante. Ils occupaient entre autres la charge de Drogman de la Porte (la Sublime Porte étant une des appellations de l'Empire ottoman), une fonction dont ils arrivent à élever l'importance à celle de ministre des Affaires étrangères grâce à leurs connaissances de l'Europe occidentale. Leurs voyages en Europe occidentale en tant que marchands ou diplomates leur firent côtoyer les idées du libéralisme et du nationalisme. Ainsi, c’est parmi des Phanariotes que le mouvement nationaliste grec émergea. Si à Constantinople même, les patriotes grecs devaient être très prudents, ils pouvaient en revanche publier librement et bénéficier des largesses princières dans les principautés roumaines, tributaires de la Sublime Porte, mais chrétiennes orthodoxes, autonomes, et surtout gouvernées depuis 1774 par des princes phanariotes en lien, à travers leurs secrétaires, précepteurs et majordomes, avec les vecteurs français de l’esprit des Lumières.
Le sentiment national grec fut également stimulé par Catherine II, qui espérait, grâce au déclin de l’Empire ottoman, étendre son empire vers Constantinople, et incitait les Grecs à se révolter. Catherine fit de la Russie un pouvoir dominant au Moyen-Orient et essaya de faire subir à l’Empire ottoman le même sort qu’à la Pologne, mais avec moins de succès : son projet visait in fine à établir dans l’ensemble des Balkans un royaume grec ayant pour capitale Constantinople. C'est seulement parce que les Grecs ne se soulevèrent pas en masse durant la guerre russo-turque de 1768-1774 que les Russes durent renoncer à Constantinople, mais le traité de Koutchouk-Kaïnardji (1774) reconnut à l’Empire russe le droit de « protéger » les sujets orthodoxes du sultan, ce qui amena la Russie à interférer de plus en plus régulièrement dans les affaires internes de l’Empire. Ceci, combiné aux idées nouvelles de la Révolution française de 1789, commença à reconnecter les Grecs au monde extérieur et mena au développement d’un mouvement national actif.

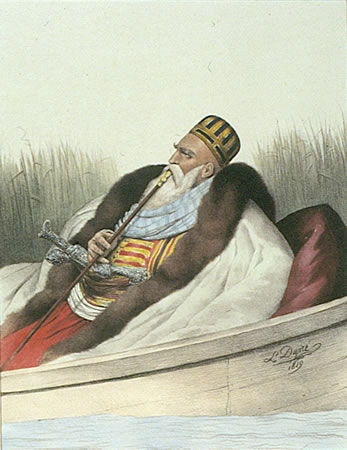
Ali Pacha de Ioannina.

La Grèce ne fut pas vraiment impliquée dans les guerres napoléoniennes, seul un épisode eut de l’importance. Lorsque les armées françaises s’emparèrent de Venise en 1797, elles acquirent également les îles Ioniennes qui devinrent un État indépendant : la république des Sept-Îles. Parmi ceux qui dirigèrent ces îles, il y eut Ioánnis Kapodístrias, qui fut par la suite le premier chef d’État de la Grèce indépendante.
Après les guerres napoléoniennes, la Grèce ne replongea pas dans son isolement. En effet, des écrivains français et britanniques commencèrent à visiter le pays et à collectionner les antiquités grecques. Ces philhellènes jouèrent un rôle important dans la mobilisation en faveur de l’indépendance de la Grèce.
Cette période voit naître une rivalité entre la France, la Russie et Ali Pacha pour le contrôle du sud des Balkans. La question était de savoir à quelle puissance la Grèce appartiendrait, et il n'était en aucun cas question d'une nation indépendante.
Mais le sentiment national grec prit de l'ampleur, pour preuve la création de la Filikí Etería (Société des Amis), une société secrète formée à Odessa en 1814 et qui prévoyait une insurrection grecque financée par la riche communauté grecque en exil et avec l'assistance de la Russie.

## Guerre d'indépendance

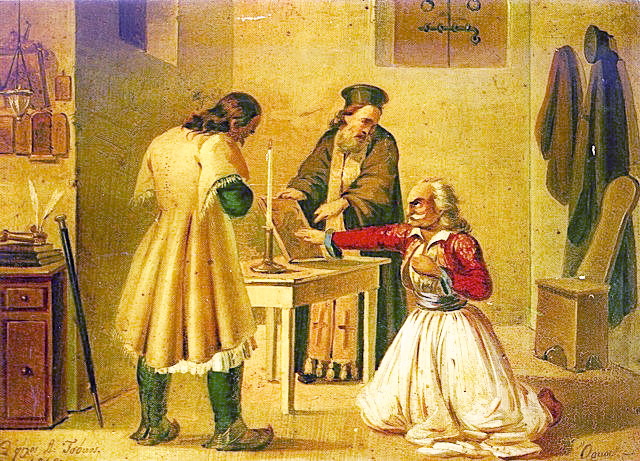
Le Serment (Dionysos Tsokos, 1849) : Theódoros Kolokotrónis prête serment sur une icône de St-Georges devant le pope Geórgios Phléssas dit Papaphléssas et un témoin.

En 1821, les Grecs se révoltèrent contre l'occupation ottomane. Ils avaient d'abord remporté de nombreuses victoires et proclamé l'indépendance. Cependant, celle-ci contrevenait aux principes du congrès de Vienne et de la Quadruple-Alliance — devenue Quintuple-Alliance en 1818 — qui imposaient un équilibre européen et interdisaient tout changement. Or, contrairement à ce qui se passait alors pour le reste de l'Europe, la Quadruple-Alliance n'intervint pas pour mater les insurgés libéraux grecs.
Le soulèvement libéral et national ne convenait pas à l'Autriche de Metternich, principal artisan de la politique de la Quadruple-Alliance. Cependant, la Russie, autre acteur fondamental de la géopolitique de l'Europe, était favorable à l'insurrection par solidarité religieuse orthodoxe et par intérêt géo-stratégique (contrôle des Détroits des Dardanelles et du Bosphore). La France, autre membre actif de la Quintuple-Alliance (elle venait d'intervenir en Espagne contre les libéraux), avait une position ambiguë : les Grecs, certes libéraux, étaient d'abord des Chrétiens et leur soulèvement contre les Ottomans musulmans pouvait ressembler à une nouvelle croisade. La Grande-Bretagne, pays libéral, s'intéressait surtout à la situation de la région sur la route des Indes et Londres désirait pouvoir y exercer une forme de contrôle. Enfin, pour l'ensemble de l'Europe, la Grèce était le berceau de la civilisation et de l'art depuis l'Antiquité.

Delacroix, La Grèce sur les ruines de Missolonghi. Ce tableau joua un rôle important dans la campagne d'opinion en Occident qui détermina une intervention.

Les victoires grecques avaient été de courte durée. Le sultan avait appelé à l'aide son vassal égyptien Mehemet Ali qui avait dépêché en Grèce son fils Ibrahim Pacha avec une flotte et, dans un premier temps, 17 000 hommes. L'intervention d'Ibrahim fut décisive : le Péloponnèse avait été reconquis en 1825 ; le verrou de Missolonghi était tombé en 1826 ; Athènes avait été prise en 1827. Il ne restait plus alors à la Grèce que Nauplie, Hydra et Égine.
Un fort courant d'opinion philhellène se développa en Occident. Il fut alors décidé d'intervenir en faveur de la Grèce, « berceau de la civilisation, avant-garde chrétienne en Orient » et dont la position stratégique était évidente. Par le traité de Londres de juillet 1827, la France, la Russie et le Royaume-Uni reconnurent l'autonomie de la Grèce qui resterait vassale de l'Empire ottoman. Les trois puissances se mirent d'accord pour une intervention limitée afin de convaincre la Porte d'accepter les termes du traité. Une expédition navale de démonstration fut suggérée et adoptée. Une flotte conjointe russe, française et britannique fut envoyée pour exercer une pression diplomatique sur Constantinople. La bataille de Navarin, livrée à la suite d'une rencontre de hasard, entraîna la destruction de la flotte turco-égyptienne. Une expédition terrestre suivit. La France envoya 15 000 hommes chasser Ibrahim Pacha du Péloponnèse. Ce fut l'expédition de Morée. Par le traité de Constantinople (1832), l'Empire ottoman reconnaît l'indépendance de la Grèce.

## Les Grecs restés sous domination ottomane
Après 1832, une grande partie des populations de langue et de culture grecque reste sous la domination ottomane tant en Europe (en Épire dans le vilayet de Ioannina, en Thessalie et Macédoine occidentale dans le vilayet de Monastir, en Macédoine centrale dans le vilayet de Salonique, en Thrace dans le vilayet d'Andrinople et en Crète passée sous administration grecque depuis 1898) qu'en Anatolie (sur les côtes égéennes d'Asie mineure, dans les îles de l'Égée orientale formant le vilayet de l'Archipel, le long du littoral anatolien méditerranéen ou pontique, et par endroits en Bithynie, en Cappadoce, en Carie, en Lycie et à Chypre sous administration britannique depuis 1878). Le projet de les unifier, la « Grande Idée », est à l'origine d'une série de révoltes et de conflits jusqu'à la guerre gréco-turque (1919-1922). Héritage de cette séparation, l'organisation de l'Église orthodoxe en Grèce partage les 80 évêchés métropolitains du pays, coordonnés par le Saint-Synode de Grèce, en deux patriarcats autocéphales distincts : celui d'Athènes (à peu de chose près, la Grèce d'avant 1911 soit 44 évêchés métropolitains) et le patriarcat œcuménique de Constantinople (à peu de chose près, les territoires encore ottomans jusqu'en 1911 soit 36 évêchés métropolitains).